# جئو-جید پترولیوم
جئو-جید پترولیوم (انگلیسی: Geo-Jade Petroleum) شرکت نفت چینی است، که در سال ۲۰۱۴ تأسیس شد.